# AinoArika/愛すればもっとハッピーライフ
「AinoArika/愛すればもっとハッピーライフ」(アイノアリカ/あいすればもっとハッピーライフ)は、Hey! Say! JUMPの楽曲。12作目のシングルとして、2014年2月5日にジェイ・ストームから発売。

## 概要
初回限定盤1・2・3、通常盤の4種での発売となり、それぞれ収録曲・ジャケット写真ともに異なる。初回限定盤1には「AinoArika」のビデオクリップとメイキング映像、初回限定盤2には「愛すればもっとハッピーライフ」のビデオクリップとメイキング映像が収録されたDVDがセットとなっている。
表題曲「AinoArika」は、メンバーの八乙女光と伊野尾慧が出演しているTBS系ドラマNEO『ダークシステム 恋の王座決定戦』の主題歌であり、八乙女がRap詞を手掛けている。
通常盤にはHey! Say! 7が歌う「Oh! My Jelly! 〜僕らはOK〜」とHey! Say! BESTが歌う「スギルセツナ」がそれぞれ収録されている。

## 封入特典
- 初回限定盤3 - 16頁スペシャルブックレット[3]

## チャート成績
2014年2月17日付のオリコン週間シングルランキングによると、初週20.7万枚を売上げて1位となった。

## 収録曲

### CD

#### 通常盤
1. AinoArika［5:17］
作詞・作曲：HIKARI、ラップ詞：八乙女光、編曲：高橋哲也
  - 八乙女光・伊野尾慧出演 TBS系ドラマNEO『ダークシステム 恋の王座決定戦』主題歌
2. 愛すればもっとハッピーライフ［4:10］
作詞・作曲：川浦正大、編曲：CHOKKAKU
  - Hey! Say! JUMP出演 ハウス食品「バーモントカレー」CMソング
3. Oh! My Jelly! 〜僕らはOK〜［3:58］- Hey! Say! 7
作詞：Vandrythem、作曲：アキダス・石塚知生、編曲：石塚知生
  - ブルボン「ゼリーシリーズ」CMソング
4. スギルセツナ［3:33］- Hey! Say! BEST
作詞：kenko-p、作曲・編曲：SOAR、ストリングスアレンジ：Dong-uk Lee
5. AinoArika（オリジナル・カラオケ）
6. 愛すればもっとハッピーライフ（オリジナル・カラオケ）
7. Oh! My Jelly! 〜僕らはOK〜（オリジナル・カラオケ）
8. スギルセツナ（オリジナル・カラオケ）

#### 初回限定盤1/3
※「桜、咲いたよ」以降、初回限定盤3のみ収録。
1. AinoArika
2. 愛すればもっとハッピーライフ
3. 桜、咲いたよ［4:06］
作詞・作曲：作田雅弥、ラップ詞：有岡大貴、編曲：h-wonder
4. OUR FUTURE［3:56］
作詞：亜美、作曲：重永亮介、編曲：家原正樹
5. AinoArika（オリジナル・カラオケ）
6. 愛すればもっとハッピーライフ（オリジナル・カラオケ）
7. 桜、咲いたよ（オリジナル・カラオケ）
8. OUR FUTURE（オリジナル・カラオケ）

#### 初回限定盤2
1. 愛すればもっとハッピーライフ
2. AinoArika

### DVD

#### 初回限定盤1
- 「AinoArika」Video Clip & Making

#### 初回限定盤2
- 「愛すればもっとハッピーライフ」Video Clip & Making